# Charlotte aux fraises : Le Jardin des rêves
Pour les articles homonymes, voir Charlotte aux fraises (homonymie).

Charlotte aux fraises : Le Jardin des rêves (Strawberry Shortcake : The Sweet Dreams Movie) est un long-métrage d'animation américain en images de synthèse réalisé par Karen Hyden, sorti en 2006.
C'est la quatrième production DiC sortie au cinéma après Les Minipouss (1985), Blondine au pays de l'arc-en-ciel (1985) et Heathcliff : The Movie (1986). En France, il est sorti directement en DVD.

## Fiche technique
- Titre original : Strawberry Shortcake : The Sweet Dreams Movie
- Titre français : Charlotte aux fraises : Le Jardin des rêves
- Réalisation : Karen Hyden
- Scénario : Carter Crocker
- Dates de sortie :
  - États-Unis : 6 octobre 2006
  - France : 23 mai 2007

## Distribution

### Voix françaises
- Julie Turin : Charlotte aux fraises
- Delphine Allemane : Cookinelle
- Valérie Siclay : Angélique
- Catherine Privat : Pralinette
- Hélène Chanson :  Lili Framboise
- Edwige Lemoine : Fleur d'oranger
- Sylvie Jacob : Charlotte aux fraises (voix chantée)
- Laurent Mantel : Arthur Aigre-doux, le Marchand de Sable
- Brigitte Virtudes : Miss Pique-raison, Bouillotte (voix parlée et chantée), Angélique (voix chantée) et Lili Framboise (voix chantée)
- Pierre-François Pistorio : Arthur Aigre-doux (voix chantée)
- Veronica Antico : Cookinelle (voix chantée)

 Source et légende : version française (VF) sur RS Doublage et Planète Jeunesse